# Donna Fraser
Donna Karen Fraser (7 novembre 1972) è un'ex velocista britannica.

## Palmarès
| Anno                                | Manifestazione          | Sede         | Evento      | Risultato  | Prestazione | Note |
| ----------------------------------- | ----------------------- | ------------ | ----------- | ---------- | ----------- | ---- |
| In rappresentanza del Regno Unito   |                         |              |             |            |             |      |
| 1990                                | Mondiali juniores       | Plovdiv      | 200 m piani | Semifinale | 21"19       |      |
| 1990                                | Mondiali juniores       | Plovdiv      | 4x100 m     | Argento    | 44"16       |      |
| 1991                                | Europei juniores        | Salonicco    | 400 m piani | Oro        | 53"54       |      |
| 1991                                | Europei juniores        | Salonicco    | 4x100 m     | Argento    | 44"57       |      |
| 1998                                | Europei indoor          | Budapest     | 4×400 m     | Bronzo     | 3'25"66     |      |
| 2000                                | Giochi olimpici         | Sydney       | 400 m piani | 4ª         | 49"79       |      |
| 2005                                | Europei indoor          | Erfurt       | 4×400 m     | Bronzo     | 3'29"81     |      |
| 2005                                | Mondiali                | Helsinki     | 4×400 m     | Bronzo     | 3'24"44     |      |
| 2007                                | Mondiali                | Osaka        | 4×400 m     | Bronzo     | 3'20"04     |      |
| 2009                                | Europei indoor          | Torino       | 4×400 m     | Argento    | 3'30"42     |      |
| In rappresentanza dell' Inghilterra |                         |              |             |            |             |      |
| 1998                                | Giochi del Commonwealth | Kuala Lumpur | 400 m piani | Bronzo     | 51"01       |      |
| 1998                                | Giochi del Commonwealth | Kuala Lumpur | 4×400 m     | Bronzo     | 3'29"28     |      |